# Wolseley Nine
La Nine è un'autovettura di classe medio-inferiore prodotta dalla Wolseley dal 1934 al 1935.
Il modello possedeva un motore in linea a quattro cilindri e valvole in testa, da 1.018 cm³ di cilindrata. Questo propulsore aveva una distribuzione monoalbero ed era raffreddato a liquido.
Erano offerti due tipi di carrozzeria, torpedo quattro posti e berlina quattro porte. Il veicolo era dotato di ruote a raggi.
La Nine raggiungeva una velocità massima di 95 km/h.